# Binche-Chimay-Binche
Cet article concerne la compétition masculine. Pour la compétition féminine, voir Binche-Chimay-Binche pour Dames.
Binche-Chimay-Binche est une course cycliste belge disputée entre les villes de Binche et Chimay, dans la province de Hainaut (autrefois entre Binche et Tournai). Disputée en 1911 et 1912, puis de 1922 à 1927 et en 1930, elle n'a ensuite plus eu lieu pendant 54 ans. Elle est réapparue en 1984 et a été organisée annuellement jusqu'en 1996. L'épreuve fait son retour dans le calendrier le 5 octobre 2010 sous le nom de Binche-Tournai-Binche-Mémorial Frank Vandenbroucke, en l'honneur de Frank Vandenbroucke, vainqueur de l'édition 1996. En 2013, le parcours ne passe plus par Tournai mais par Chimay; l'épreuve garde cependant son nom actuel. En 2014 l'épreuve est renommée Binche-Chimay-Binche et porte également le nom de Mémorial Frank Vandenbroucke.  De 2016 à 2018, l'épreuve est une des manches de la Coupe de Belgique sur route.
En 2019, les trois semi-classiques, à savoir l'Eurométropole Tour, la Famenne Ardenne Classic et Binche-Chimay-Binche se regroupent pour se dérouler sur une période de quatre jours. Cela leur permet de mutualiser les coûts et attirer de meilleures équipes dans les Ardennes. Les courses ont lieu en octobre, une semaine après les mondiaux et une semaine avant le Tour de Lombardie et Paris-Tours. L'épreuve n'est pas organisée en 2020, afin de lutter contre la pandémie de Covid-19.

## Palmarès
| Année                 | Vainqueur                   | Deuxième                | Troisième            |
| --------------------- | --------------------------- | ----------------------- | -------------------- |
| Binche-Tournai-Binche |                             |                         |                      |
| 1911                  | Jean Van Ingelghem          | Hubert Noel             | Camille Botte        |
| 1912                  | Félix Sellier               | Jean Rossius            | Dieudonné Gauthy     |
| 1913-1921 Non disputé |                             |                         |                      |
| 1922                  | Omer Taverne                | Joseph Schroeven        | Jan Mertens          |
| 1923                  | Achille Vermandel           | Joseph Pé               | Antoine Speeckaert   |
| 1924                  | Hector Martin               | August Mortelmans       | Aimé Dossche         |
| 1925                  | Arthur Dewit                | Jean Dewaerheydt        | Léon Parmentier      |
| 1926                  | Omer Taverne                | Alfred Sira             | Michel Schouleur     |
| 1927                  | Jean Hans                   | Marcel Houyoux          | Aime Deravet         |
| 1928-1929 Non disputé |                             |                         |                      |
| 1930                  | Alfons Kindt                | Léon Louyet             | August Reyns         |
| 1931-1983 Non disputé |                             |                         |                      |
| 1984                  | Benny Van Brabant           | Yves Godimus            | Martin Durant        |
| 1985                  | Adrie van der Poel          | William Tackaert        | Michel Dernies       |
| 1986                  | Ronny Van Holen             | Yves Godimus            | Walter Dalgal        |
| 1987                  | Wim Van Eynde               | Paul Haghedooren        | Werner Devos         |
| 1988                  | Nico Emonds                 | Jan Goessens            | Yves Godimus         |
| 1989                  | Dominique Gaigne            | Carlo Bomans            | Martial Gayant       |
| 1990                  | Jelle Nijdam                | Corneille Daems         | Eric Vanderaerden    |
| 1991                  | Michel Dernies              | Stefan Van Leeuwe       | Michel Vermote       |
| 1992                  | Jean-Marie Wampers          | Pierre Herinne          | Paul Haghedooren     |
| 1993                  | Patrick Van Roosbroeck      | Marcel Wüst             | Paul Haghedooren     |
| 1994                  | Wilfried Nelissen           | Johan Museeuw           | Carlo Bomans         |
| 1995                  | Jelle Nijdam                | Edwig Van Hooydonck     | Erwin Thijs          |
| 1996                  | Frank Vandenbroucke         | Jean-Pierre Heynderickx | Tom Steels           |
| 1997-2009 Non disputé |                             |                         |                      |
| 2010                  | Elia Viviani                | Jakob Fuglsang          | Rob Ruijgh           |
| 2011                  | Rüdiger Selig               | Baden Cooke             | Adrien Petit         |
| 2012                  | Adam Blythe                 | Adrien Petit            | John Degenkolb       |
| 2013                  | Reinardt Janse van Rensburg | Björn Leukemans         | Greg Van Avermaet    |
| Binche-Chimay-Binche  |                             |                         |                      |
| 2014                  | Zdeněk Štybar               | John Degenkolb          | Jens Debusschere     |
| 2015                  | Ramon Sinkeldam             | Pim Ligthart            | Tom Van Asbroeck     |
| 2016                  | Arnaud Démare               | Zdeněk Štybar           | Jürgen Roelandts     |
| 2017                  | Jasper De Buyst             | Matteo Trentin          | Tom Devriendt        |
| 2018                  | Danny van Poppel            | Yves Lampaert           | Oliver Naesen        |
| 2019                  | Tom Van Asbroeck            | Oliver Naesen           | Jos van Emden        |
| 2020 Non disputé      |                             |                         |                      |
| 2021                  | Danny van Poppel            | Rasmus Tiller           | Lionel Taminiaux     |
| 2022                  | Christophe Laporte          | Rasmus Tiller           | Hugo Page            |
| 2023                  | Luca Mozzato                | Edward Theuns           | Søren Kragh Andersen |
| 2024                  | Arnaud De Lie               | Biniam Girmay           | Milan Fretin         |
| 2025                  |                             |                         |                      |